# Roxana Kreimer
Roxana Kreimer   (Buenos Aires, 2 de novembre de 1959) és una escriptora, llicenciada en Filosofia i doctora en Ciències Socials per la Universitat de Buenos Aires, periodista, divulgadora de filosofia i compositora de música.

## Biografia[calcitació]
El seu pare (Mario Kreimer) va ser pianista i la seva mare (Renée Pelisch) va ser traductora pública d'anglès. Va cursar els seus estudis primaris al Northlands School (1965-1971), i els seus estudis secundaris a l'Institut d'Ensenyament Superior en Llengües Vives «Juan Ramón Fernández» (1972-1976).
Va estudiar periodisme a l'Institut Grafotècnic (1976).
Va estudiar música a la Carrera de Composició de la UCA (1978), i després amb professors particulars com Gabriel Senanes (1978-1980), Sergio Hualpa (1980-1981), Lito Vitale (1980) i Rubens Vitale (1981-1982). Va rebre una beca de l'Institut Goethe (1990) per la qual va passar dos mesos a Berlín pocs mesos després de la caiguda del mur.
Es va llicenciar en Filosofia a la Universitat de Buenos Aires (1996-2002), a l'especialitat de Filosofia Pràctica (política i ètica). Va rebre una beca del Premi Presidència de la Nació a la mitjana més alta del país en carreres de filosofia (1999), i una beca de doctorat del Conicet (Consell Nacional d'Investigacions Científiques i Tècniques), amb direcció del Dr. Ricardo Maliandi (2002-2004). Es va doctorar en Ciències Socials a la Universitat de Buenos Aires (2004).
Des del 2018 es va interessar per temes vinculats amb la filosofia del dret, per la qual cosa va cursar i aprovar set matèries a la Facultat de Dret de la Universitat de Buenos Aires.

## Filosofia
Va exercir la docència en filosofia a la Universitat de Buenos Aires, a la UCES, a Madrid, a Sevilla i a Israel, i durant 18 anys al seu Cafè Filosòfic, que va convocar a Buenos Aires una nodrida audiència durant els caps de setmana, i va participar en congressos a Gran Bretanya, Irlanda, Estats Units d'Amèrica, Mèxic, Espanya, Sèrbia, Països Baixos i Corea del Sud.
El 2015 va ser co-chair de la 1a Trobada Llatinoamericana de Filosofia Científica, que va comptar amb l'auspici de la Facultat de Filosofia de la Universitat de Buenos Aires.
Va ser la primera filòsofa argentina a publicar un article de filosofia experimental en una revista amb revisió de parells, en què defensa la importància d'integrar mètodes filosòfics i empírics. Va publicar a revistes amb revisió de parells articles sobre neurociències i qüestions de gènere, en particular sobre diferències psicològiques entre homes i dones. Va fer estudis experimentals sobre distorsions cognitives, creences, judicis morals, humor i polítiques distributives.
Va publicar vuit llibres sobre filosofia pràctica informada per la ciència, en què va abordar temes filosòfics que tenen un ancoratge pràctic, com ara els efectes negatius de la desigualtat social i econòmica, els costos humans del transport automotor, els problemes empírics i jurídics d'alguns postulats del feminisme actual, els arguments fal·laços dels discursos sobre l'amor predominants a la cultura occidental, la història del mèrit, i les aportacions de la filosofia per a la reflexió sobre qüestions de la vida humana. Va escriure textos filosòfics breus sobre argumentació, política, filosofia informada per la ciència, i crítica a diverses pràctiques pseudocientífiques, i també textos humorístics i de viatges. Va publicar el primer llibre de Pràctica Filosòfica originàriament escrit en castellà, però va qüestionar els consultors filosòfics que busquen fer la seva pràctica sense vincular-se amb la investigació empírica.
Des del 2020 divulga filosofia, humor, i assajos crítics sobre diversos temes culturals al canal de Youtube que porta el seu nom. Allà va publicar crítiques al liberalisme econòmic, al feminisme hegemònic, a les pseudociències i a la filosofia no informada per la ciència, vídeos sobre filosofia per a la vida, així com algunes de les classes i conferències internacionals.
En qüestions econòmiques i polítiques, l'economia participativa (ParEcon) defensa un sistema que proposa la presa de decisions participativa de les diferents organitzacions que conformen una societat. Aquesta proposta articula un règim de propietat social, una planificació participativa de la distribució, una estructura social conformada per consells, l'existència de combinacions equilibrades d'ocupació, un criteri remuneratiu basat en l'esforç i el sacrifici, i un sistema d'autogestió participativa sense diferenciació de classes. Amb la modalitat de l'autogestió, la democràcia directa i l'organització en consells, busca allunyar-se tant de l'economia de mercat capitalista com de la planificació central realitzada per una elit o «classe coordinadora», tal com es va donar als anomenats «socialismes realment existents», en la consideració que ambdós sistemes violen drets humans bàsics. És a dir, que no només s'elimina la figura del capitalista, amb el seu poder i la seva riquesa desmesurats, sinó també la del productor que monopolitza les decisions i es beneficia sobre la resta amb un estatus privilegiat (o amb béns econòmics).
A partir de les seves investigacions en el camp de la violència social i la seva relació amb la desigualtat econòmica va ser convocada el 2009 pel llavors ministre de Seguretat Julio Alak per aportar idees en relació amb aquest tema. Segons Alak mateix, la tasca de Kreimer va tenir una influència determinant en la promulgació de l'Assignació Universal per Fill durant la presidència de Cristina Fernández de Kirchner. Les seves investigacions sobre el tema estan reflectides al seu llibre Desigualtat i violència social. Anàlisi i propostes segons l'evidència científica.

## Periodisme
Des de 1977 fins a l'actualitat va col·laborar amb els mitjans periodístics següents: El Periodista, Revista Tres Puntos, Clarín (columnes a la pàgina d'opinió), Infobae, La Nación, Página/12, Tiempo Argentino, Siete Días, Radio Belgrano, Revista Vamos, El Expreso Imaginario, El Sitio, Campo Grupal i Credicoop. Va ser crítica de música dels diaris Página/12 (1990) i Tiempo Argentino (1982-1986).
Va crear i dirigir la revista de la Societat Argentina d'Autors i Compositors (SADAIC) (1989-1996).
Va conduir a Ràdio Nacional Argentina el programa setmanal de música Fuera de moda (1988) i a Ràdio de la Ciudad el programa diari de música i filosofia Clásicos inoxidables (1991).
Va escriure i va conduir a Canal 11 el programa musical de televisió El sonajero (1989), que li va valer el premi revelació de l'escola de periodisme TEA.
Durant l'any 2007 va realitzar una columna diària de filosofia al programa Dejámelo pensar, conduït per Sandra Russo i Boy Olmi, i emès per Canal 7 Televisió Pública.
Per un article periodístic sobre mobilitat sostenible («La interlocutòria, un símbol d'identitat», Clarín, 28/11/2011) va guanyar el 2012 el premi per a periodistes de l'Institut de Polítiques per al Transport i el Desenvolupament (ITDP).

## Música
Entre 1979 i 1982 va participar en el cor i tocant el piano al grup autogestionat MIA (Músics Independents Associats) al costat de Lito i Liliana Vitale, Gustavo Mozzi, Daniel i Gustavo Curto, entre d'altres.
El 1988 va publicar un disc de vinil que porta el seu nom, amb les seves pròpies composicions per a diverses formacions instrumentals, des d'un duet de guitarres, fins a una orquestra de cordes i formacions en què ella mateixa toca el piano. Van participar com a convidats Lito Vitale, Gabriel Senanes (director de l'enregistrament i saxo alt), Roberto Fats Fernández, Bernardo Baraj, Andrés Boiarsky i Domingo Cura, entre d'altres.
El 1988 la ràdio alemanya Westdeutscher Rundfunk Köln li va encarregar una obra que va estrenar l'any següent, «Babel», en què va adoptar com a línia melòdica frases parlades en diferents idiomes, subratllant la seva música característica mitjançant arranjaments musicals complementaris.

## Premis i beques[calcitació]
- 1989: Premi revelació de l'escola de periodisme TEA per escriure i conduir el programa musical de televisió «El sonajero» (1989, Canal 11).
- 1990: Goethe Institut & Ibero-Amerikanisches Institut de Berlin. Beca de dos mesos a Berlín i a quatre ciutats més d'Alemanya.
- 2000: Premi i beca Presidència de la Nació per la mitjana més alta de totes les Facultats de Filosofia de l'Argentina.
- 2002-2004: Beca de doctorat del CONICET, amb direcció del Dr. Ricardo Maliandi.
- 2009: Reconeixement per contribució a la filosofia contemporània. Universitat Autònoma de Nayarit, Humanitats i Ciències Socials, Tepic, Mèxic.
- 2012: Premi Sustentabilitat urbana. Institut de Polítiques per al Transport i el Desenvolupament, Argentina.

## Obra

### Llibres
- Historia del Mérito (en castellà).  Buenos Aires, Argentina: Anarres, 2001.
- Artes del buen vivir. Filosofía para la vida cotidiana (en castellà).  Buenos Aires, Argentina: Anarres, 2002. ISBN 987-98939-0-5.
- Falacias del amor. ¿Por qué anudamos amor y sufrimiento? (en castellà).  Buenos Aires, Argentina: Anarres, 2004. ISBN 987-98939-0-5.
- Falacias del amor. ¿Por qué anudamos amor y sufrimiento? (en castellà).  Buenos Aires, Argentina: Paidós, 2005. ISBN 950-12-2639-5.
- Artes del buen vivir. Filosofía para la vida (en castellà).  Buenos Aires, Argentina: Paidós, 2005. ISBN 950-12-0201-1.
- Filosofía para la vida cotidiana (en castellà).  Tenerife, España: Ediciones Idea, 2005. ISBN 84-96505-12-X.
- Filosofía para la vida cotidiana (en castellà).  Tenerife, España: Ediciones Idea, 2005. ISBN 84-96505-12-X.
- La tiranía del automóvil. Los costos humanos del desarrollo tecnológico (en castellà).  Buenos Aires, Argentina: Anarres, 2006. ISBN 978-987-98939-2-0.
- El sentido de la vida (en castellà).  Buenos Aires, Argentina: Longseller, 2009. ISBN 978-987-550-811-8.
- Desigualdad y violencia social. Análisis y propuestas según la evidencia científica (en castellà).  Buenos Aires, Argentina: Anarres, 2010. ISBN 978-987-05-9706-3.
- La vuelta al mundo con filosofía. Reflexiones filosóficas basadas en la evidencia científica (en castellà).  Buenos Aires, Argentina: Ediciones B, 2016. ISBN 978-987-755-004-7.
- El patriarcado no existe más (en castellà).  Buenos Aires, Argentina: Galerna, 2020. ISBN 978-950-556-784-3.